# قطعنامه ۱۱۹۰ شورای امنیت
قطعنامه ۱۱۹۰ شورای امنیت سازمان ملل متحد که در تاریخ ۱۳ اوت ۱۹۹۸ تصویب شد، سندی بین‌المللی دربارهٔ بررسی وضعیت در آنگولا است. این قطعنامه طی نشست ۳۹۱۶ام با ۱۵ رای موافق، ۰ مخالف و ۰ ممتنع تصویب شد.